# Cała nuta

Cała nuta

Cała nuta – we współczesnej notacji muzycznej nuta o najdłuższej, podstawowej wartości rytmicznej, z której przez podział otrzymuje się pozostałe wartości.
Cała nuta dzieli się na dwie półnuty, cztery ćwierćnuty, osiem ósemek itd. i jest oznaczana za pomocą owalnej niewypełnionej główki bez laski. Czasem całej nuty używa się do oznaczenia wartości rytmicznej o czasie trwania jednego taktu, nawet jeśli z metrum wynika inna jego długość. Jest liczona do czterech.

Cała nuta i pauza całonutowa na pięciolinii